# ローレル・フェイ
ローレル・エリザベス・フェイ（Laurel Elizabeth Fay, 1949年 -）は、アメリカの音楽学者。音楽学博士。
ロシアおよびソヴィエト音楽を専門とし、とくにショスタコーヴィチに関する研究は高い評価を受けている。
フェイはフリーの研究者として1970年代からソ連での資料収集に努め、1978年に論文『D.ショスタコーヴィチの後期弦楽四重奏曲：その様式研究』を発表してコーネル大学の哲学博士号を取得した。
1979年にソロモン・ヴォルコフの『ショスタコーヴィチの証言』（以下『証言』と記す。）が出版されると、そのテキストを詳細に比較検証した論文「ショスタコーヴィチ対ヴォルコフ：誰の証言か」（1980年）により、『証言』の信憑性に疑問を投げかけた。同論文は、『証言』がヴォルコフが主張するようなインタビュー記録ではないことを証明しており、これによって『証言』をめぐる論争の口火が切られるとともに、フェイの名は世界中に知られるようになる。
その後もフェイは20年余にわたり、ヴォルコフの主張と『証言』が一致しないことを徹底的に論証し、同じくアメリカの音楽学者リチャード・タラスキン（en:Richard Taruskin, 1945-）と並んで事実上この論争に終止符を打った立役者とされる。
2000年には、緻密な史料研究に基づきつつ、慣習的なイデオロギー的観点を回避した伝記『ショスタコーヴィチ：ある生涯』（日本語訳：アルファベータ、2002年、改訂版2005年）を著した。
2001年、同書によってアメリカ音楽学会(en:American Musicological Society)からもっとも傑出した音楽研究の出版物に贈られるオットー・キンケルディ賞を受賞した。